# Valeuil
Valeuil (okzitanisch: Valuelh) ist eine frühere französische Gemeinde mit 339 Einwohnern (Stand 1. Januar 2022) im Norden des Départements Dordogne in der Region Nouvelle-Aquitaine (vor 2016 Aquitaine). Die Gemeinde gehörte zum Arrondissement Nontron (bis 2015 Périgeux) und zum Kanton Brantôme. Zuständiger Gemeindeverband war die Communauté de communes Dronne et Belle. Die Einwohner werden Valeuillais bzw. Valeuillaises  genannt.

## Etymologie
Der Ortsname Valeuil ist vom Lateinischen Avaloiolum abgeleitet. Die lateinische Bezeichnung leitet sich ihrerseits aus dem Gallischen aballo mit der Bedeutung Apfelbaum ab. Der gallische Suffix ialon bezeichnet einen (gerodeten) Platz oder Dorf. 

## Geographie

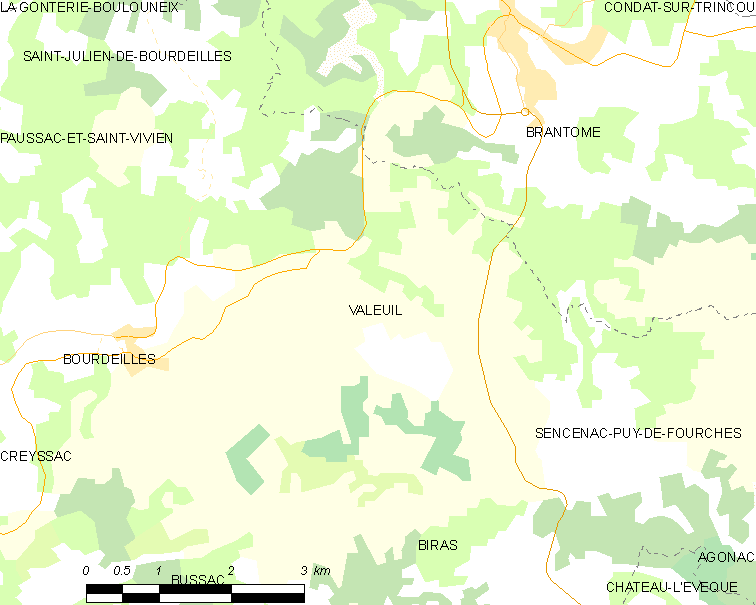
Lagekarte von Valeuil

Valeuil liegt siebzehn Kilometer (Luftlinie) nordnordwestlich von Périgueux im Périgord (genauer im Périgord vert) an der Dronne. Nach Brantôme im Nordosten sind es vier Kilometer, nach Bourdeilles im Westsüdwesten 2,7 Kilometer.
Umgeben wird Valeuil von den Nachbargemeinden und delegierten Gemeinden:
|             | Brantôme en Périgord (Commune déléguée)     |                                             |
| Bourdeilles | Kompassrose, die auf Nachbargemeinden zeigt |                                             |
|             | Biras                                       | Sencenac-Puy-de-Fourches (Commune déléguée) |

Die Gemeinde besteht aus folgenden Geländepunkten, Weilern, Gehöften und Mühlen:
Amenot, Barbazan, Bas Meygnaud, Beauroulet, Bost Vieux, Boulouze, Bourland, Charbonnier, Chassereau, Combe Redonde, Grands Bosts, Haut Meygnaud, La Chauterie, La Croix Haute, La Gerbaudie, La Saboutie, La Serre, Labrousse, Laroche, Larousselas, Le Baconnet, Le Bost de Sarrazignac, Le Marcheix, Le Mas, Le Moulin des Gadeaux, Le Moulin de Valeuil, Le Tendrier, Le Vivier, Les Andrivaux, Les Biards, Les Chaupres, Les Cheyroux, Les Farges, Les Genêts, Les Granges, Les Jarthes, Les Mathieux, Les Partaux, Les Rades, Les Roussilloux, Les Terres Vieilles, Leymerigie, Leypalou, Puy-Hardy, Ramefort, Sarrazignac, Vaures und Verdelou.
Der topographisch niedrigste Punkt von Valeuil liegt auf 92 Meter im Nordwesten kurz vor der Staustufe der Dronne bei Le Capinet (Bourdeilles), die hier die Gemeinde verlässt. Der höchste Punkt nimmt 237 Meter ein und befindet sich im Südosten bei Bourland (mit Wasserturm). Die absolute Höhendifferenz beträgt 145 Meter, die durchschnittliche Meerhöhe 165 Meter. Das Rathaus kommt auf 111 Meter zu liegen.
Die Gemeinde besitzt eine Gesamtfläche von 18,50 Quadratkilometer.

### Verkehrsanbindung
Der Ortskern von Valeuil wird von der D 78, die hier die Dronne überquert, im Nordwesten berührt. Er hat somit eine unmittelbare Verbindung mit Brantôme und Bourdeilles. Eine Kommunalstraße bindet ihn in östlicher Richtung an die D 939 Brantôme-Périgueux an, welche den Osten der Gemeinde in Nord-Süd-Richtung durchzieht. Die D 106 e2 verlängert die D 78 auf der rechten Talseite in Richtung Bourdeilles. Die Kommunalstraße C 202 verlässt den Ortskern in Richtung Südsüdost und zieht zur D 106 hinauf, welche von Bourdeilles kommend nach Osten zur D 939 hinüberleitet.

### Fernwanderwege
Das Gemeindegebiet von Valeuil wird von zwei Fernwanderwegen durchzogen – einmal dem GR 36, der von Ouistreham im Département Calvados bis Bourg-Madame in den Pyrenäen verläuft und dem als voie de Vézelay bezeichneten GR 654, der Namur in Belgien mit Montréal-du-Gers in Südwestfrankreich verbindet.

## Hydrographie
Hauptfluter in Valeuil ist die Dronne. Von Brantôme kommend fließt sie anfangs in Nord-Süd-Richtung, macht aber dann bei Amenot eine Richtungsänderung nach Westsüdwest. Ihr Talboden verengt sich kurz vor Valeuil auf 150 Meter, ansonst ist die Talung 200 bis 250 Meter breit. Die Dronne besitzt in Valeuil keine Seitenarme, wohl aber eine Menge (insgesamt zehn) kleiner Trockentäler. Auf der rechten Talseite sind vier Trockentäler zu nennen – nördlich von Charbonnier (wird gerade noch von der Nordgrenze berührt), bei Ramefort, bei Les Andrivaux und südlich von Puy-Hardy. Linksseitig sind dies die sechs Trockentäler von Les Rebières (Nordgrenze), von Amenot, von La Gerbaudie, vom Ortskern, von Le Vivier und von Les Granges. Der Fluss hat seit der Mindel-Kaltzeit seinen Lauf rund 40 Meter abgesenkt und sich in das Plateau der Oberkreidekalke eingeschnitten.
Im äußersten Südosten südöstlich von La Chauterie wird gerade noch die Talung der Valade (Ruisseau la Valade) berührt – ein rechter Nebenfluss der linksseitig in die Dronne mündenden Donzelle.
Die Dronne gehört zum Flusssystem Isle-Dronne.

## Geologie

Geologische Karte der Großgemeinde Brantôme en Périgord, Valeuil nimmt den unten links liegenden Abschnitt ein.

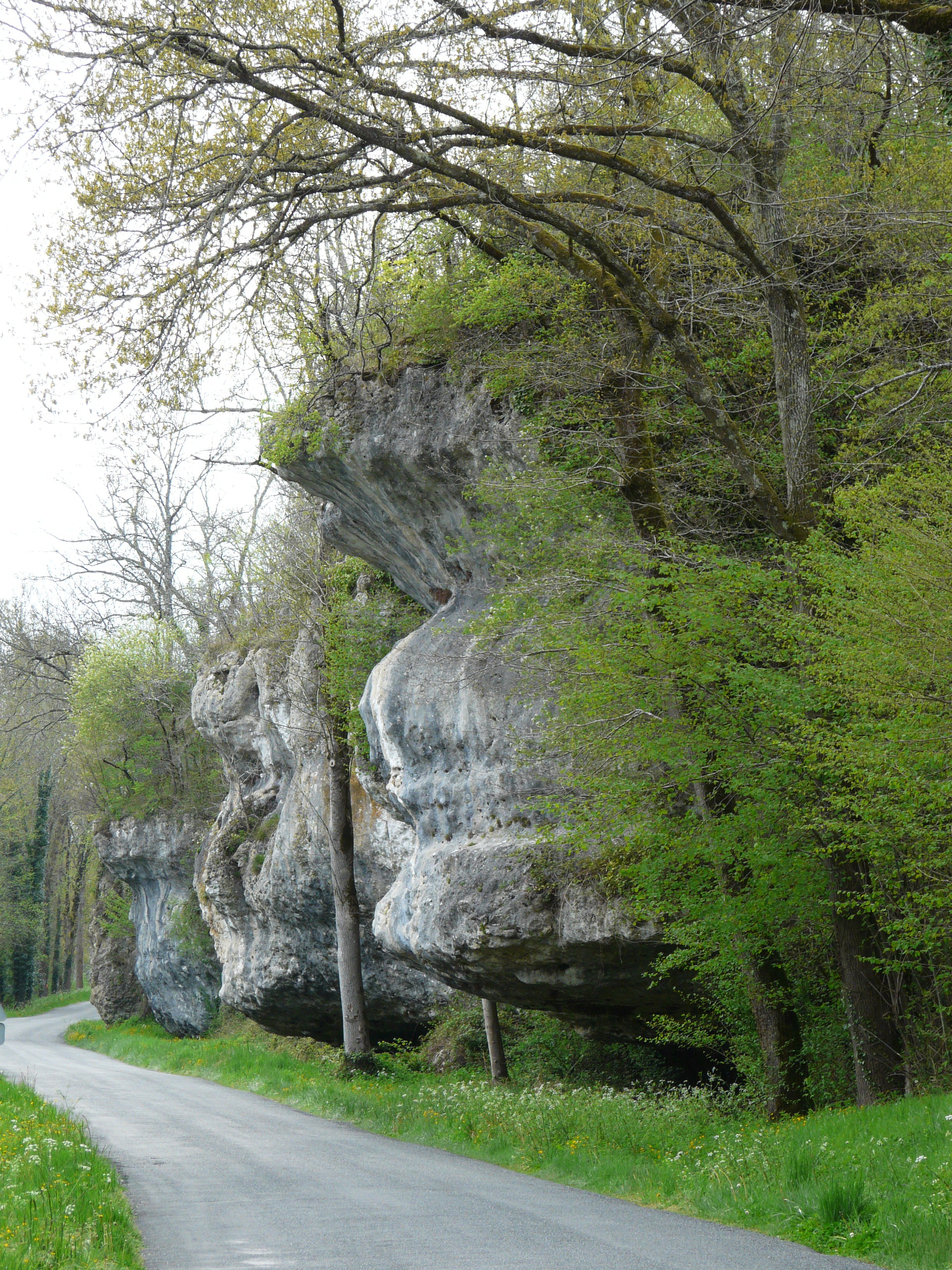
Zum Teil überhängendes Coniacium mit mehreren Auskolkungsniveaus – auf der rechten Talseite der Dronne entlang der D 106 E2

Valeuil liegt vollständig auf flachliegenden Sedimenten des nördlichen Aquitanischen Beckens. Die anstehende Schichtenfolge stammt aus der Oberkreide und reicht vom Oberturon über Coniacium und Santonium zum Untercampan (Campanium 1). Ihr Einfallswinkel ist sehr sanft und fällt mit maximal 3 Grad nach Südwest bis Südsüdwest ein. Die Gemeinde wird aber auch stellenweise von tertiären Lockersedimenten abgedeckt.

### Schichtenfolge
Die Schichtenfolge beginnt mit Rudistenkalken des oberen Angoumiens (Formation c3c). Diese sind aufgeschlossen bei Ramefort entlang der rechten Talseite der Dronne. Sie erscheinen aber auch linksseitig gegenüber sowie entlang des vom Puy de Fourches herabkommenden, verästelten Trockentalsystems, das bei Rebières (Gemeinde Brantôme) linksseitig in die Dronne mündet. Darüber legen sich die harten Fossilkalke des Coniaciums (Formation c4). Diese nehmen den gesamten Norden in Anspruch und unterlagern auch die Umgebung des Ortskerns im Süden. Weiter südlich und südöstlich erscheinen sodann graue, plattige, glaukonithaltige Kalke des Unteren Santoniums (Formation c5a) sowie darüber Mittleres und Oberes Santonium (Formation c5b-c), bestehend aus mergeligen Austernschillkalken und grauen glaukonithaltigen Kreidekalken mit schwarzem Silex sowie siltigen Mergeln. Die Folge schließt mit dem Campanium 1 (Formation c6a) – weichen, weißlichen, mergeligen Kreidekalken mit grauem Silex. Das Campanium 1 baut den Höhenrücken bei La Chauterie und westlich von Bourland auf, wo es eine Höhenlage von 235 Meter erreicht.

### Lockersedimente
Kolluviale Lockersedimente der Formation ACS bedecken die Oberkreide in vier kleineren Vorkommen – entlang der Nordgrenze bei Combe Redonde und westlich von La Saboutie sowie am Höhenrücken im Süden bei Vaures und westlich von Bourland. Sie stammen aus dem Pleistozän und bestehen aus tonigen Sanden und enthalten schwarze Silexe, die vorwiegend aus dem Santonium, aber auch aus dem Coniacium hervorgegangen sind.
Das Dronnetal wird von mehreren Terrassenniveaus begleitet (Flussschotter aus Quarzkieseln in sandiger oder toniger Matrix). Vorhanden sind Mittel- und Niederterrassen. Die Mittelterrassen (Formationen Fv1 und Fv2) stammen aus der Mindel-Kaltzeit und befinden sich 40 bzw. 30 bis 35 Meter über dem aktuellen Niveau der Dronne. Sie liegen auf Coniacium nördlich von Les Andrivaux. Die Niederterrassen (Formationen Fw1 und Fw2) sind rißzeitlich und 20 bzw. 10 Meter höher als der Flusslauf. Sie sind zu sehen östlich des Ortskerns, westlich von Verdelou an der linken Talseite der Dronne sowie gegenüber bei Les Genêts und erneut linksseitig bei Les Granges. Ein sehr niedriges Niveau nimmt die würmzeitliche Formation Fx westlich des Ortskerns ein. Die Mittelterrassen zeichnen in etwa den damaligen Mäanderverlauf von Corneguerre (großer Mäander in der Gemeinde Lisle) nach. Seitdem schneidet sich der Fluss in die harten Fossilkalke des Coniaciums ein und hat deswegen seinen Verlauf so gut wie nicht mehr verlegt.
Zwei würmzeitliche Hangrutschungen finden sich einmal in Kolluvium nördlich von Les Mathieux auf der linken Talseite der Dronne und gegenüber in einer Niederterrasse (Fw2) bei Les Genêts.
Der jetzige Talboden der Dronne wird von holozänem Alluvium der Formation Fz aufgefüllt. Die Talungen der Trockentäler sind hingegen von würmzeitlichem, gemischtem Kolluvium aus tonigen Sanden und Kalkbruchstücken (Formation CF-c) ausgekleidet.

### Tektonik
Der Ortskern wird von einer kleinen, Ostsüdost-streichenden Störung gequert. Diese steht möglicherweise mit der Nordstörung der weiter westlich abtauchenden La-Tour-Blanche-Antiklinale in genetischem Zusammenhang.

## Geschichte

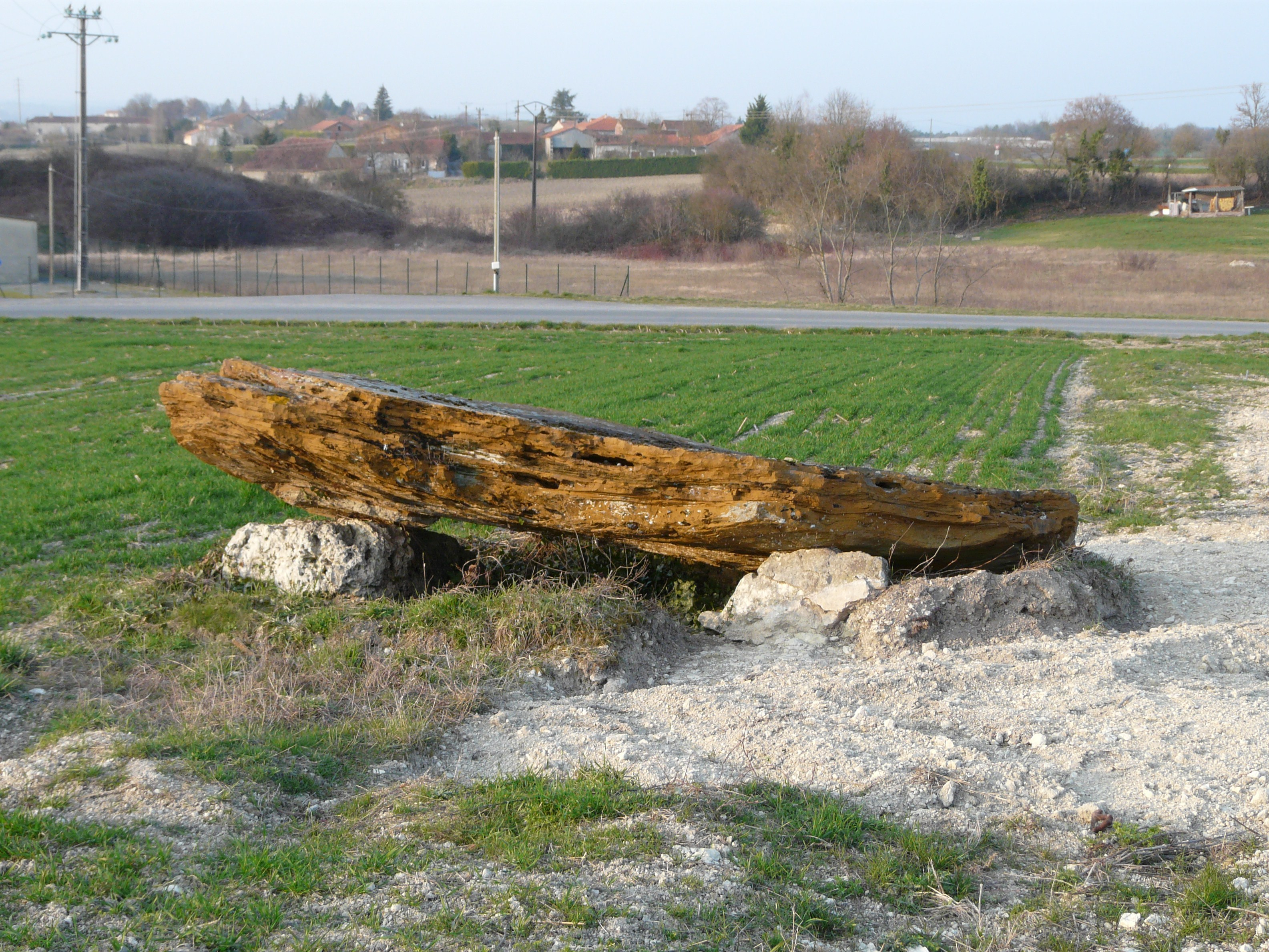
Der Dolmen von Laprougès

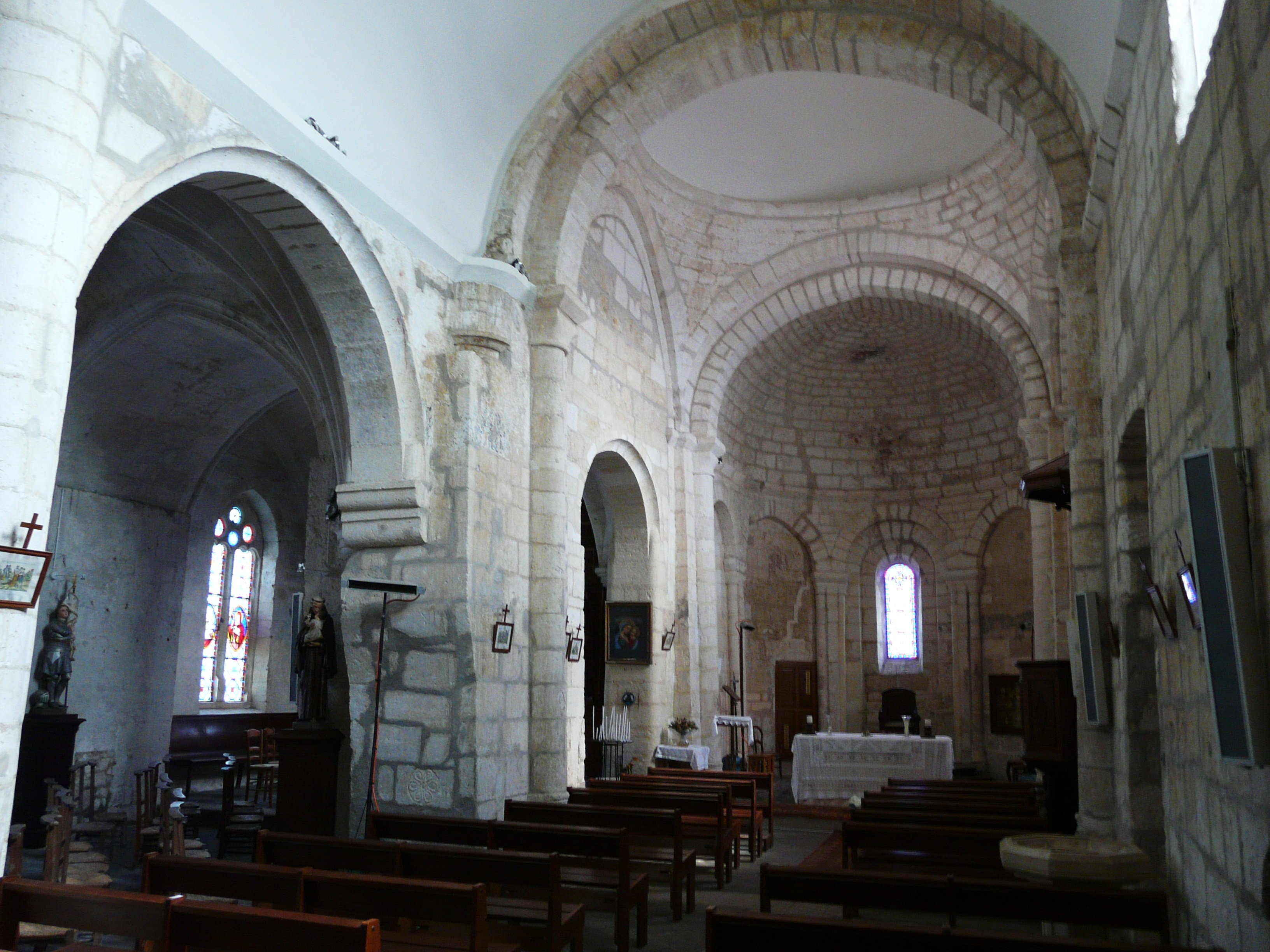
Inneres der Ortskirche Saint Pantaléon mit gotischem Schiff links und romanischen Schiff rechts

Aus der Megalithzeit sind zwei Dolmen in Valeuil erhalten geblieben – wenn auch in sehr schlechtem Zustand. Einmal der Dolmen von Laprougès oder Lapiouges (auch Pierre-Rouille oder Dolmen von Beauroulet genannt), der im Jahr 1960 als Monument historique eingetragen wurde – sowie der Megalith von Les Coutoux, der seinerseits im Jahr 1962 zum Monument historique erklärt wurde. Der Dolmen von Laprougès ist bemerkenswert durch seine große Abdeckplatte aus ortsfremden Sidérolithique (4,50 Meter lang, 2,85 Meter breit und zwischen 40 und 95 Zentimeter dick), die auf zwei umgedrückten Kalk-Orthostaten über Untersanton ruht. Er dürfte wie die anderen Megalithmonumente in der näheren Umgebung aus dem Mittleren Neolithikum stammen und um 4.000 v. Chr. errichtet worden sein. Er besitzt Ähnlichkeiten mit den Dolmen von Brantôme und Condat-sur-Trincou. Der Megalith von Les Coutoux ist Teil einer aufgerichteten Sidérolithique-Platte, möglicherweise handelt es sich hier um einen Menhir.
Ältestes Bauwerk ist die Ortskirche Saint Pantaléon aus dem 12. und 15. Jahrhundert. Sie besitzt neben dem romanischen ein gotisches Kirchenschiff. Das Schloss Château de Ramefort geht bis ins 13. Jahrhundert zurück.
Im Hundertjährigen Krieg übernachtete am 8. August 1356 der Schwarze Prinz (Edward of Woodstock, Sohn von Eduard III.) mit seinen Truppen im Schloss Ramefort, um als Teil seines Feldzuges am folgenden Tag Brantôme anzugreifen.
Der Erlass vom 6. November 2018 legte mit Wirkung zum 1. Januar 2019 die Eingliederung von Valeuil als Commune déléguée zusammen mit den früheren Gemeinden Brantôme en Périgord, Eyvirat, La Gonterie-Boulouneix, Saint-Crépin-de-Richemont, Sencenac-Puy-de-Fourches und Cantillac zur neuen Commune nouvelle Brantôme en Périgord fest.

## Bevölkerungsentwicklung
Nach Beginn der Aufzeichnungen stieg die Einwohnerzahl in der Mitte des 19. Jahrhunderts auf einen Höchststand von 785. In der Folgezeit setzte eine Phase der Stagnation ein, die die Zahl der Einwohner bei kurzen Erholungsphasen bis 1975 auf 267 Einwohner sinken ließ. Es folgte eine Wachstumsphase, die die Größe der Gemeinde auf 407 Einwohner steigen ließ, bevor eine weitere Stagnationsphase einsetzte.
| Jahr | Einwohner |  |
| 1962 | 323       |  |
| 1968 | 286       |  |
| 1975 | 267       |  |
| 1982 | 290       |  |
| 1990 | 283       |  |
| 1999 | 356       |  |
| 2006 | 407       |  |
| 2011 | 389       |  |
| 2016 | 352       |  |
| 2018 | 330       |  |
| 2020 | 335       |  |

Quelle: INSEE
Die Bevölkerungsentwicklung in Valeuil war von 1962 bis 1975 rückläufig, hatte sich aber bis 1990 wieder stabilisiert. Sie erlebte dann bis 2006 einen recht starken Aufschwung, ist aber seitdem wieder am Zurückgehen.
Die Bevölkerungsdichte in Valeuil beträgt 18,1 Einwohner pro Quadratkilometer.

## Verwaltung
Bürgermeister der delegierten Gemeinde Valeuil ist seit Januar 2019 der zur Divers droite gehörende Bankangestellte Pascal Mazouaud. Er wurde im Mai 2020 wiedergewählt.

## Sehenswürdigkeiten
- Dolmen Laprougès, seit 1960 als Monument historique klassifiziert
- Megalith Les Coutoux, seit 1962 als Monument historique eingeschrieben
- Ortskirche Saint-Pantaléon aus dem 12. und 15. Jahrhundert, seit 1974 als Monument historique eingeschrieben
- Schloss Les Andrivaux aus dem 19. Jahrhundert
- Schloss Les Biards aus dem 18. Jahrhundert
- Schloss Les Granges aus dem 19. Jahrhundert
- Schloss Ramefort aus dem 13. Jahrhundert mit Umbauten aus dem 15. und 19. Jahrhundert, seit 1980 als Monument historique eingeschrieben

## Photogalerie

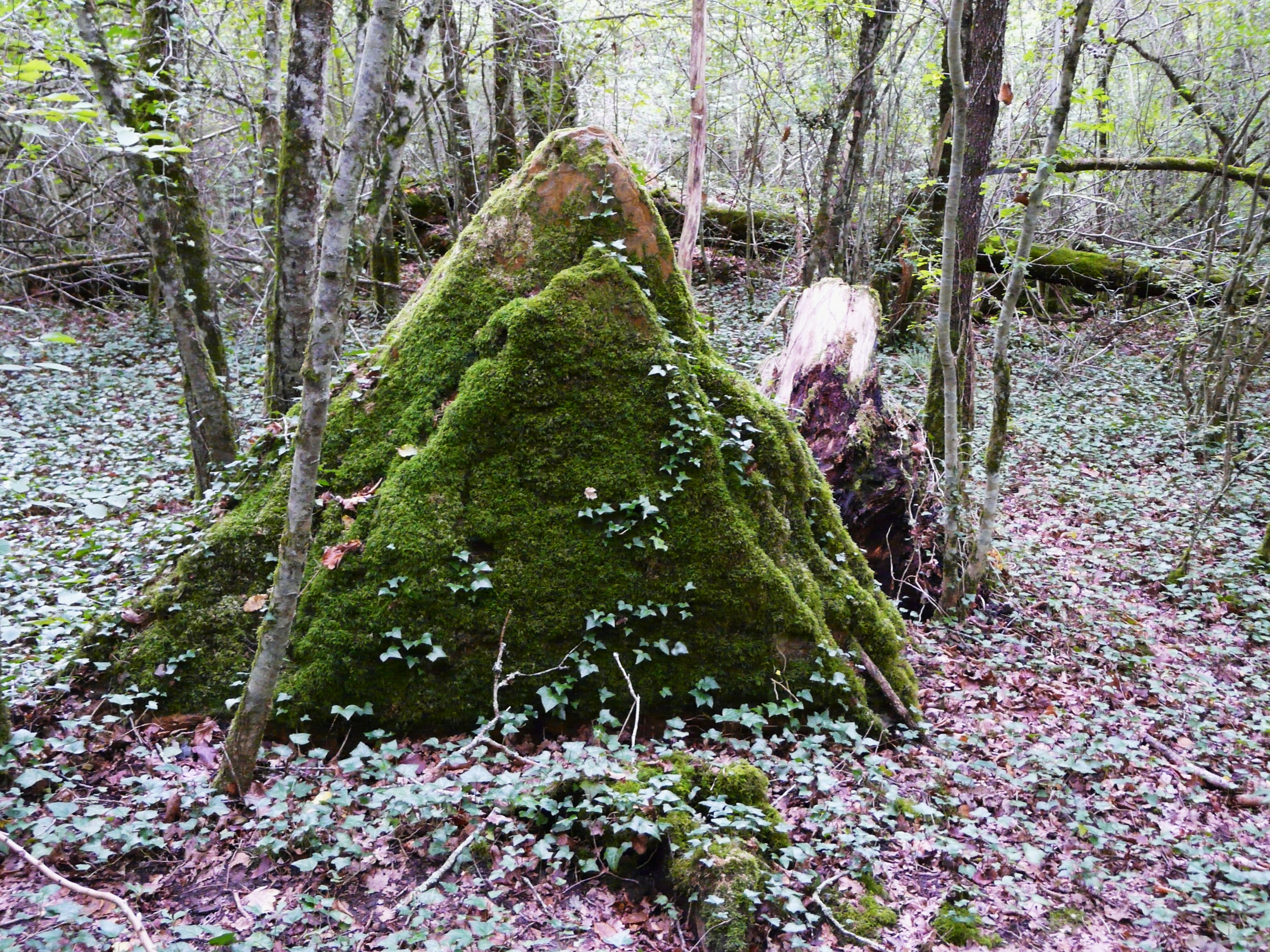
Megalith von Les Coutoux
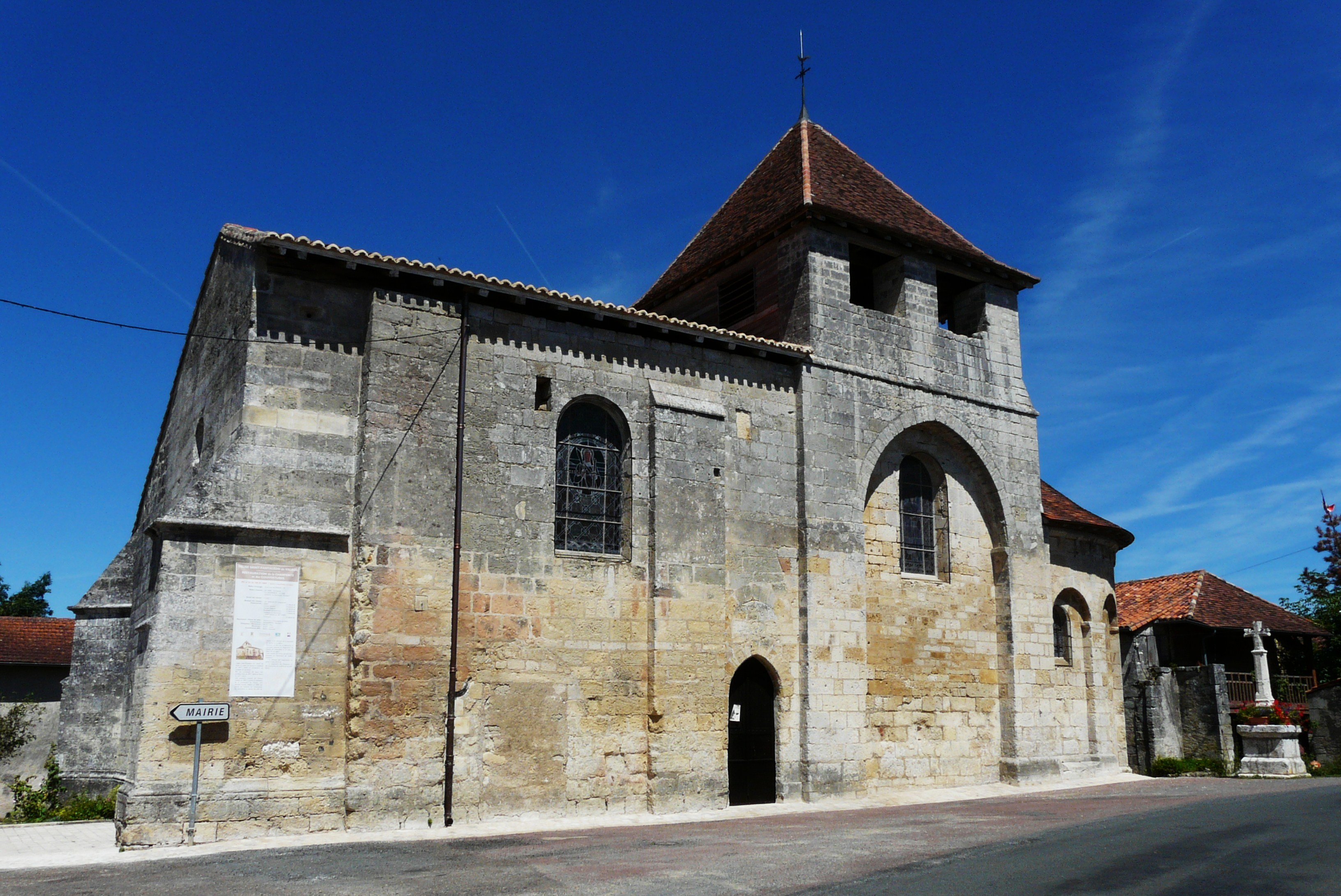
Ortskirche Saint-Pantaléon
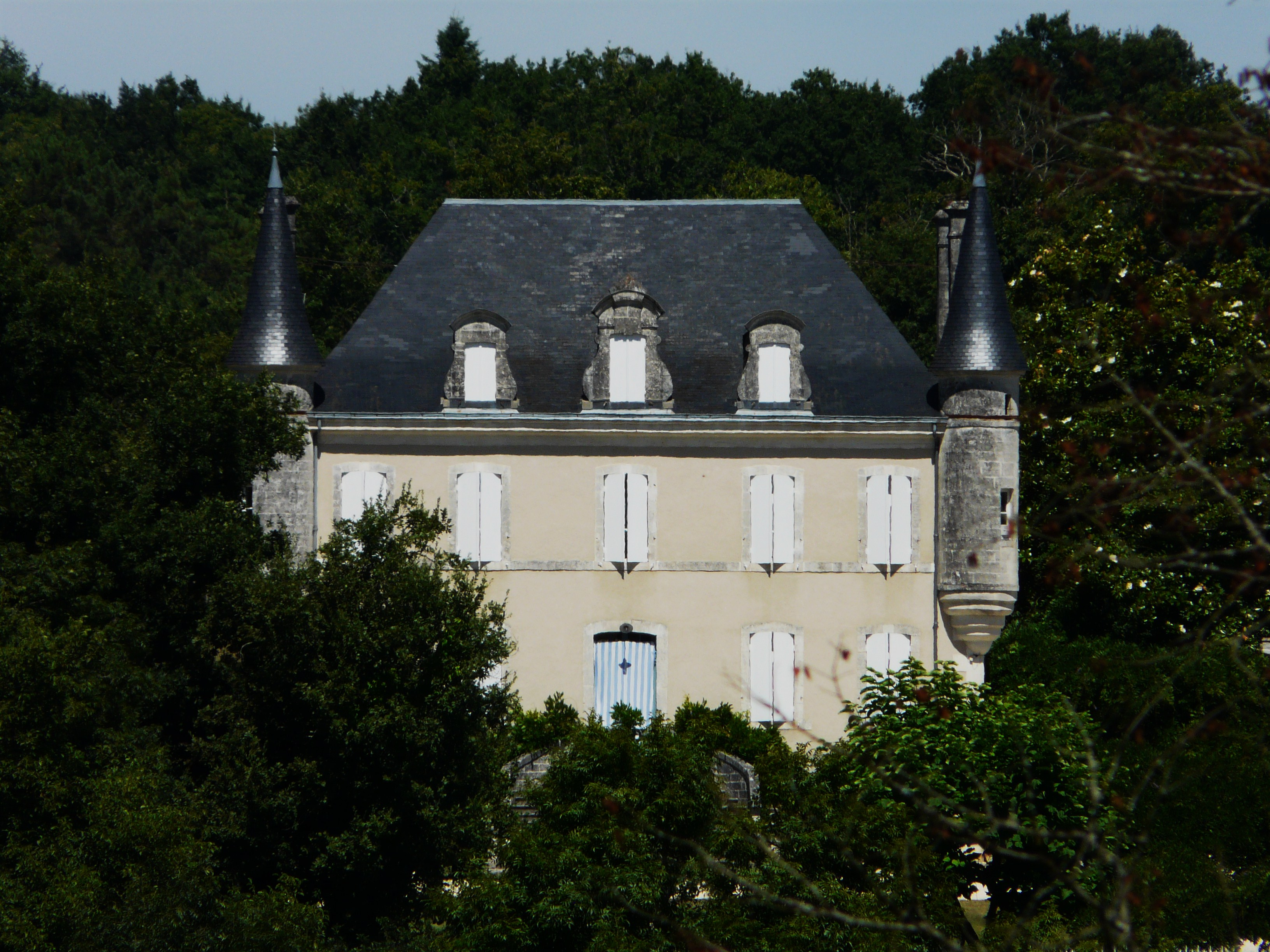
Schloss Les Andrivaux
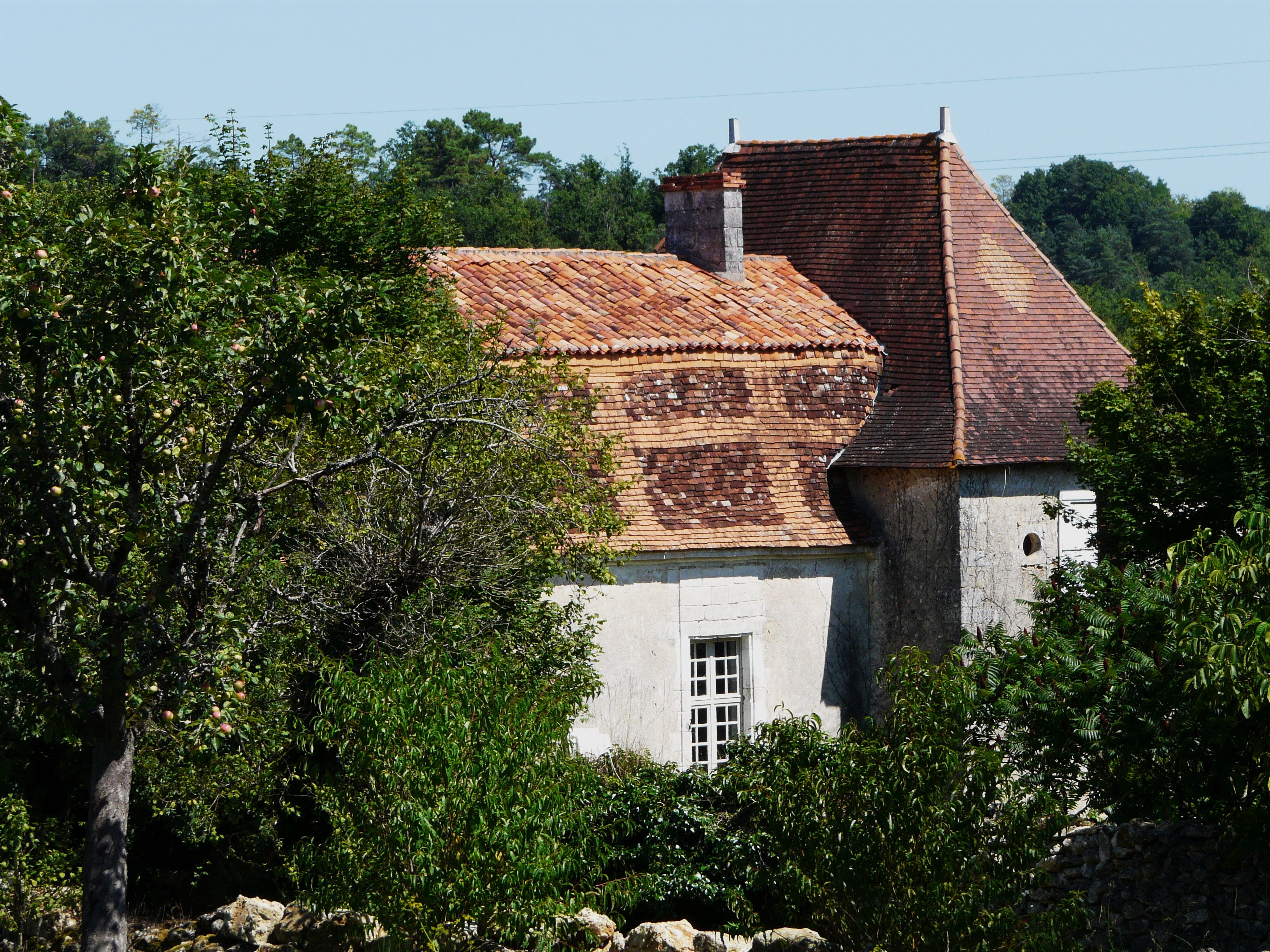
Schloss Les Biards
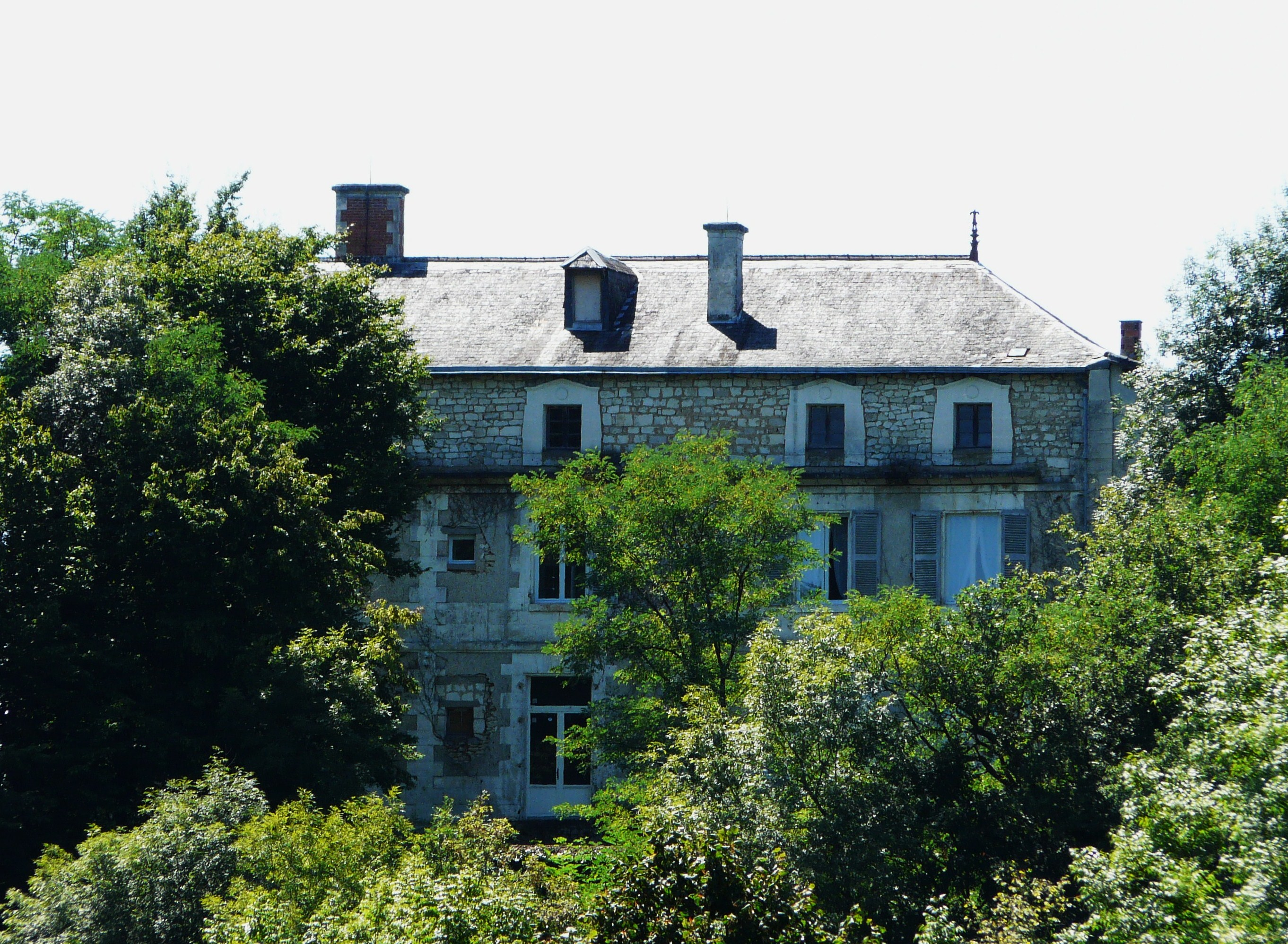
Schloss Les Granges
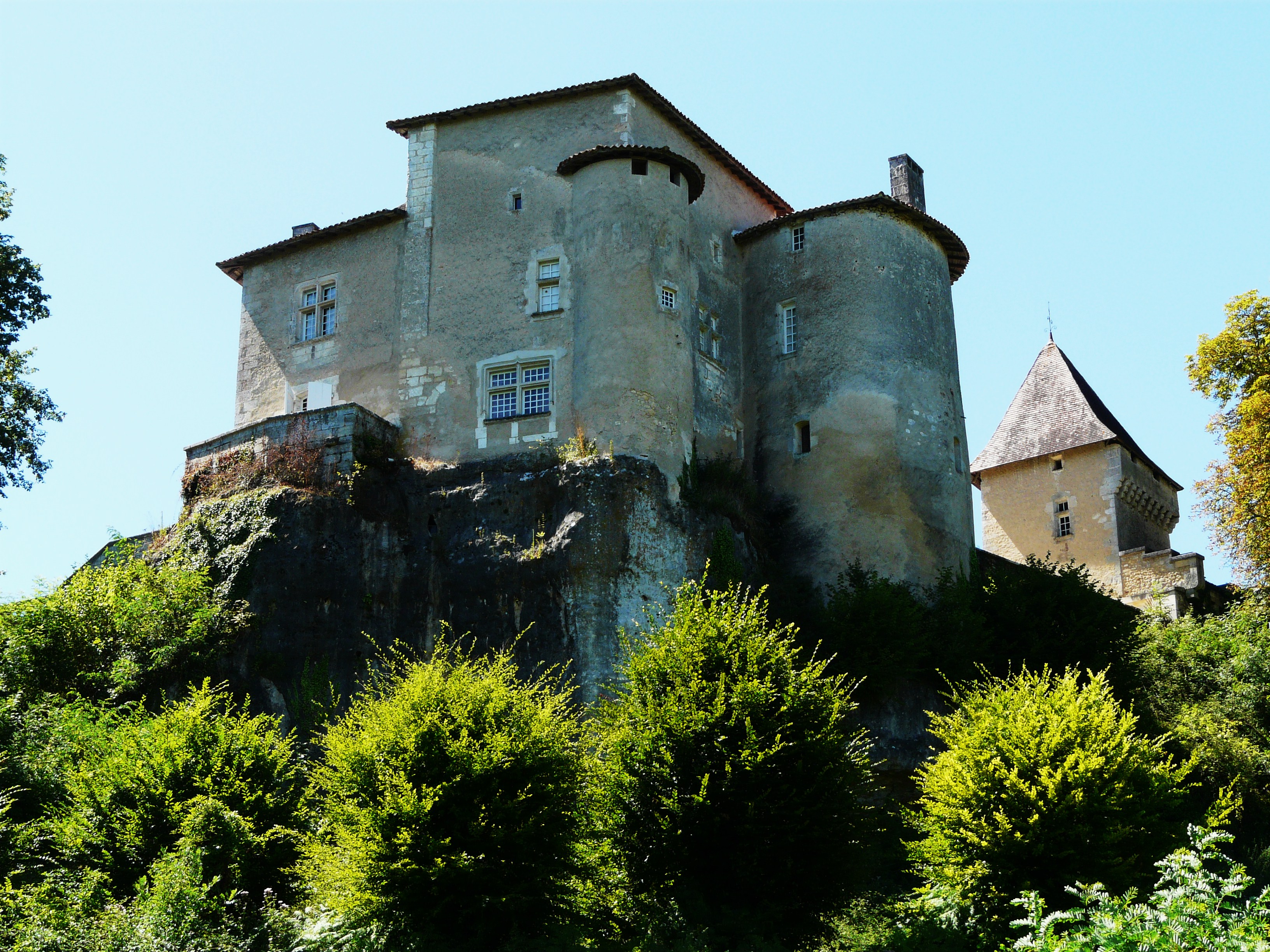
Schloss Ramefort